# 菲利普·戈德堡
菲利普·塞思·戈德堡（英語：Philip Seth Goldberg，1956年8月1日—），是一名美國外交官和政府官員，第24任美國駐韓國大使。曾任駐菲律賓、玻利維亞和哥倫比亞大使以及美國駐聯合國管轄的科索沃代表團團長。曾在華盛頓擔任情報研究局助理國務卿。
2009年6月至2010年6月，擔任聯合國安理會關於朝鮮第1874號決議（制裁）執行協調員。在布什和唐納·川普政府期間，還分別擔任美國駐智利和古巴大使臨時代辦。戈德堡擁有美國外交部門最高的個人職業大使級別。

## 早年生活和教育
出生於1956年8月1日在麻薩諸塞州波士頓。畢業於河流學校和波士頓大學。，在加入國務院之前，曾擔任紐約市政府與聯合國和領事界之間的聯絡官。

## 國務院任職

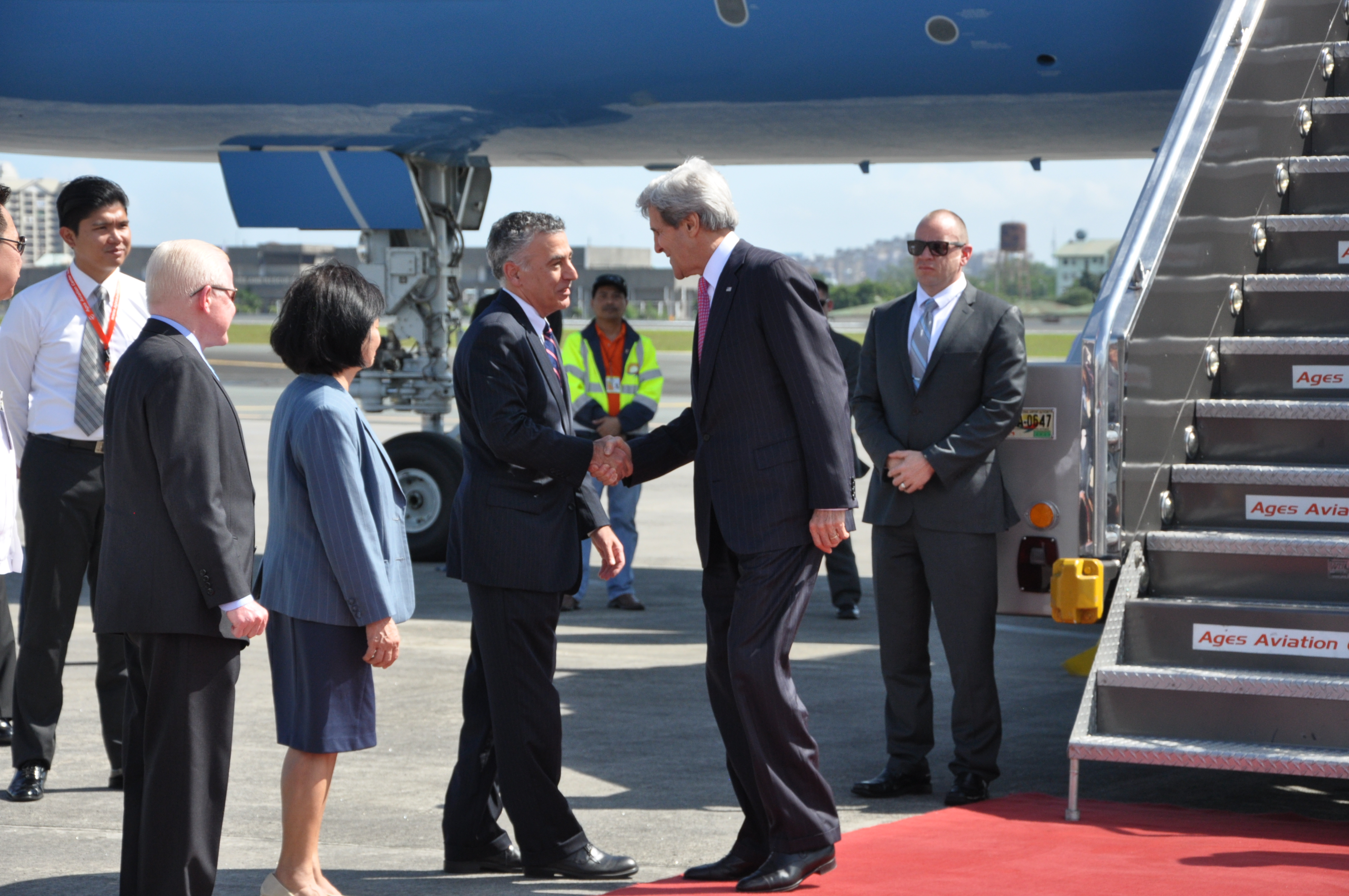
美国驻菲律宾大使菲利普·S·戈德堡于2013年12月17日欢迎美国国务卿约翰·克里前往菲律宾马尼拉进行为期两天的访问

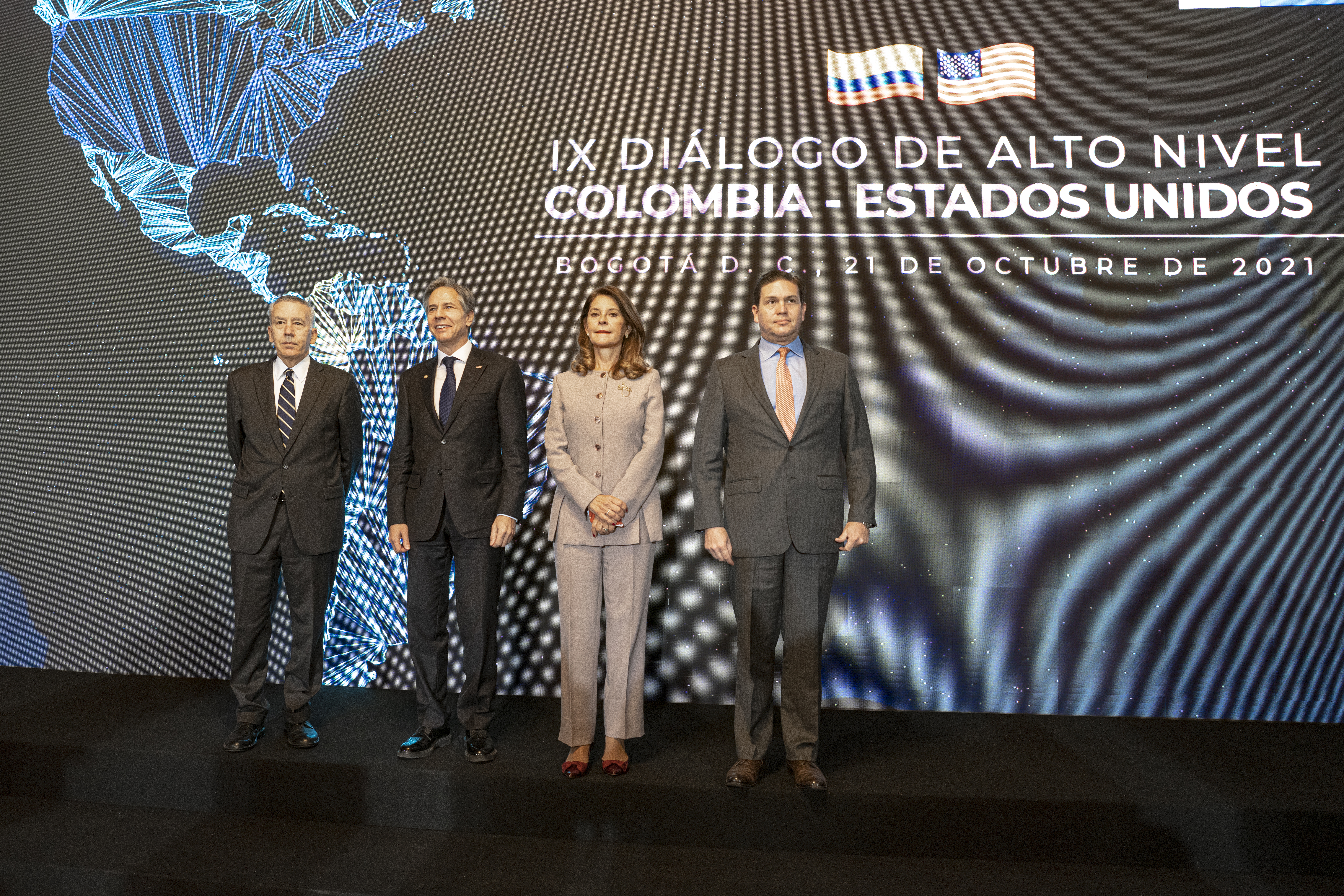
戈德堡出席2021年10月美國-哥倫比亞高層對話

戈德伯格曾在美國駐哥倫比亞波哥大大使館擔任領事和政治官員，並在南非比勒陀利亞擔任政治經濟官員。
1994年至1996年，戈德堡擔任國務院波斯尼亚和黑塞哥维那事務科官員和理理查德·霍布魯克大使的特別助理。

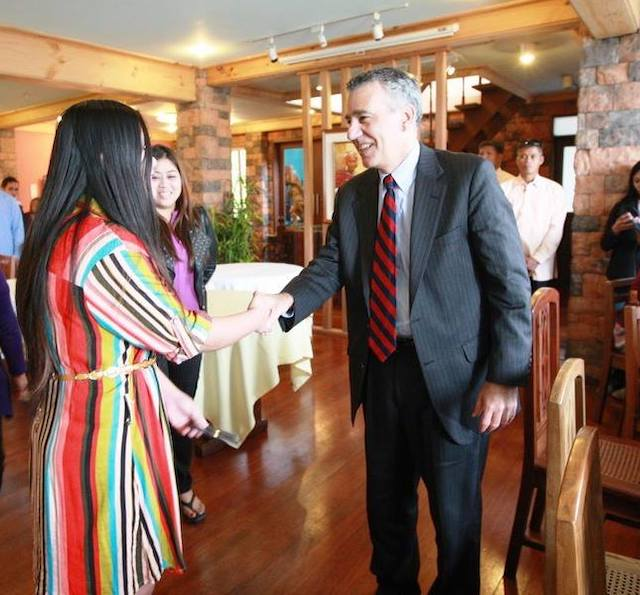
2015年，戈德堡在菲律賓會見菲律賓企業家乔纳·里奇曼

2008年9月，他被宣佈為不受歡迎人物，並被驅逐，戈德堡曾擔任美國駐玻利維亞大使。
2018年，戈德堡擔任美國駐古巴大使館臨時代辦。因其工作而獲得了無數榮譽，包括總統傑出和功績獎、國務院傑出榮譽獎和美國情報界銀印章。

### 駐哥倫比亞大使
2019年5月6日，唐納·川普總統提名戈德堡擔任美國駐哥倫比亞大使。2019年8月1日，參議院以口头表决方式確認了他的提名。2019年9月19日向伊万·杜克總統遞交國書。

### 駐韓大使
2022年2月11日，乔·拜登總統宣布有意提名戈德堡擔任下一任美國駐韓國大使。，2022年2月14日，他的提名被送交參議院。，2022年5月5日，得到了整個參議院的確認，通過口头表决。戈德堡於2022年7月10日抵達韓國，並於7月12日向韩国外交部遞交國書。2025年1月7日卸任回國並正式屆齡退休。

## 個人生活
戈德堡精通西班牙語。

## 外部連結
- C-SPAN內的頁面（英文）
- Philip S. Goldberg (1956–) （页面存档备份，存于）
- Presidential Nomination: Philip Seth Goldberg （页面存档备份，存于）

- 菲利普·戈德堡的X（前Twitter）